# San Lazzaro di Sarzana
San Lazzaro di Sarzana è una frazione del Comune di Sarzana, in provincia della Spezia.
Il suo territorio confina a nord con il quartiere sarzanese di Sarzanello, a nord-est con le frazioni di Colombiera e Molicciara (Castelnuovo Magra) e la frazione di Caniparola (Fosdinovo), mentre a sud confina con la frazione di Fiumaretta (Ameglia) e la frazione sarzanese di Marinella.

## Geografia fisica
Il territorio della frazione sarzanese di San Lazzaro è molto vasto e prevalentemente pianeggiante, collocato al centro della piana sarzanese. Esso è delimitato convenzionalmente dai torrenti Albachiara e San Michele a nord-ovest, San Lazzaro a sud-est, e dal fiume Magra a sud.
San Lazzaro è poi attraversata da numerosi piccoli corsi d'acqua e canali per l'irrigazione dei campi e dal torrente Isolone, il quale nasce sui monti di Fosdinovo e sfocia poi nel fiume Magra.

## Storia
La storia e l'origine del nome della frazione sono stati legati essenzialmente all'antico ospitale lungo la via Francigena. Oggi il testimone storico-artistico di San Lazzaro è rappresentato dalla chiesa parrocchiale.
Inizialmente (intorno al XI-XII secolo) l'area era scarsamente popolata e denominata Servarecia, termine che in volgare vuole intendere ad una porzione di territorio boschivo adibita al ripopolamento della fauna.
Da sempre connessa a Sarzana per ragioni amministrative, religiose ed economiche, nel corso dei secoli San Lazzaro si è sviluppata in seguito allo sfruttamento agricolo della piana sarzanese.
La sua posizione strategica lungo il confine comunale ha fatto sì che la frazione fosse caratterizzata non solo dalla storia e dalle tradizioni della città di Sarzana ma anche da quelle delle comunità contigue di Fosdinovo e di Castelnuovo Magra.
L'importanza di San Lazzaro come insediamento, luogo di confine e tappa lungo la via Francigena è testimoniata da molte mappe antiche dei possedimenti Genovesi, Lucchesi e Fiorentini.

## Monumenti e luoghi d'Interesse

### Architetture religiose
- Chiesa Parrocchiale di San Lazzaro. L'edificio religioso, conosciuto anche come San Lazzaro Nuovo, venne costruito tra il 1843 e il 1880 per sostituire la vecchia chiesetta dell'antico ospitale. Di dimensioni contenute e ad unica navata, la chiesa è interamente affrescata da motivi geometrici e varie decorazioni ad opera di Tiziano Triani nel 1960. Oltre al celebre dipinto seicentesco di Domenico Fiasella, la chiesa conserva numerose opere d'arte di notevole valore storico, tra le quali spiccano: la cornice dipinta del 1630 che circonda il quadro del Fiasella, il fonte battesimale del XVI secolo, un bassorilievo risalente al XIV secolo e raffigurante San Giovanni Battista e Santa Caterina d'Alessandria, ed infine un bassorilievo raffigurante l'Annunciazione, risalente al XVI secolo. Di fianco alla chiesa è presente il cimitero parrocchiale, il cui primo nucleo risale al 1856.[2]
- Antica cappella di San Lazzaro. Si trovava all'interno del complesso del lazzaretto. Sino alla fine del XVI secolo la cappella era caratterizzata da un'unica navata e da tre altari, due laterali e uno maggiore. Dopo i lavori di ristrutturazione apportati all'inizio del XVII secolo, suggeriti da Monsignor Angelo Peruzzi, l'ambiente conservò l'unica navata ma perse i due altari laterali. Oggi la cappella è chiusa e abbandonata ma dall'Aurelia sono ancora visibili alcuni elementi architettonici che ne costituivano la facciata.

### Architetture civili
- Antico Ospitale di San Lazzaro. Conosciuto anche come San Lazzaro Vecchio, il suo primo nucleo risale intorno al 1228. La struttura, oggi completamente in rovina, fu da sempre luogo di ricovero e di assistenza per viandanti, pellegrini e malati che vivevano nella zona o che percorrevano la via Francigena in direzione di Roma o di altre mete religiose. Presso l'ospitale molti dei viaggiatori seguivano il percorso del torrente San Lazzaro, che costeggiava la struttura, per poi imbarcarsi dal porto di San Maurizio (vicino all'odierna Fiumaretta, nel comune di Ameglia), il quale da tempo aveva sostituito l'antico porto di Luni. Da lì potevano raggiungere sia il Lazio che la Spagna. L'ospitale era anche luogo per la quarantena delle merci destinate al borgo di Sarzana. Nel 1469 l'ente, assieme a tutti i suoi numerosi e proficui possedimenti terrieri, venne accorpato tramite bolla papale all'Opera di Santa Maria, il quale gestiva anche i beni della cattedrale sarzanese. Alla fine del XVIII secolo l'ospedale venne soppresso e fu convertito in un piccolo borgo agricolo abitato sino agli anni sessanta del Novecento.
- Il Botteghino. È un edificio piuttosto irregolare posto all'incrocio tra via Alta Vecchia e l'Aurelia, a pochi metri dalla chiesa parrocchiale. Il primo nucleo risale agli inizi del 1600, mentre la conformazione odierna è riconducibile alla fine del XIX secolo. In origine ospitava una locanda.
- Il plesso scolastico di San Lazzaro. L'edificio, che si sviluppa su tre piani, venne costruito tra il 1931 e il 1932 ed inaugurato il 22 ottobre 1932. In origine l'ultimo piano era adibito ad appartamento per l'insegnante. All'inizio degli anni Duemila è stata aggiunta un'ala adibita a mensa scolastica. Sulla facciata, che fronteggia un ampio cortile alberato, è collocato il monumento ai caduti sanlazzaresi della prima guerra mondiale.

### Piazze
- Piazza Marco Parmeggiani. Nei pressi della scuola di San Lazzaro sorge l'unica piazza della frazione. Costruita agli inizi degli anni 2000, la piazza venne dedicata nel 2007 a Marco Parmeggiani, giovane capitano di corvetta e pilota della Guardia Costiera scomparso nel 2001 in un tragico incidente. Sulla piazza sorge il centro sociale della frazione, oltre il quale si sviluppa l'area verde di San Lazzaro, usata prevalentemente per manifestazioni e sagre estive.

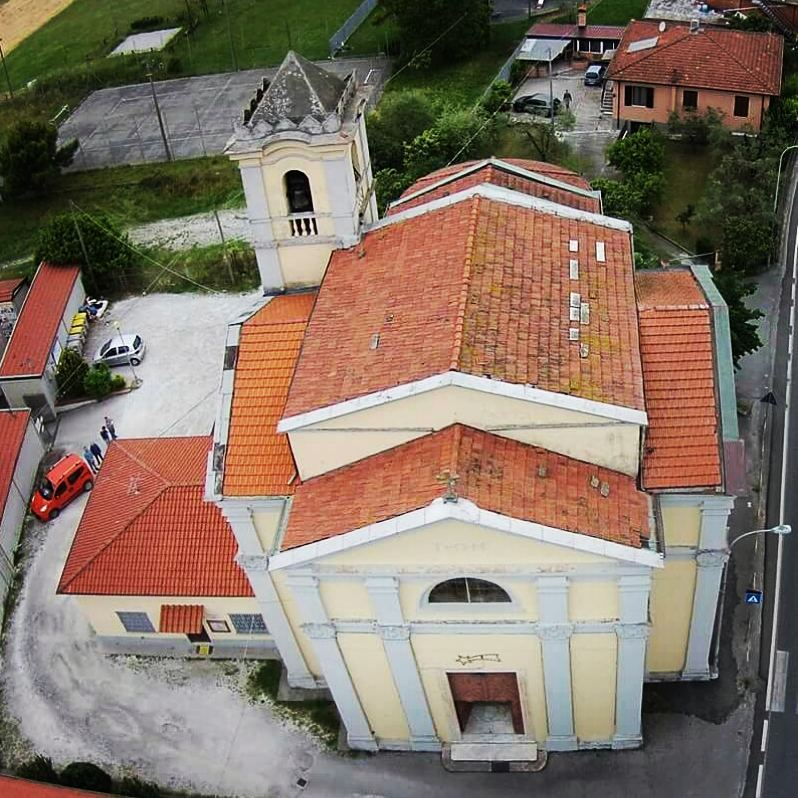
La chiesa parrocchiale
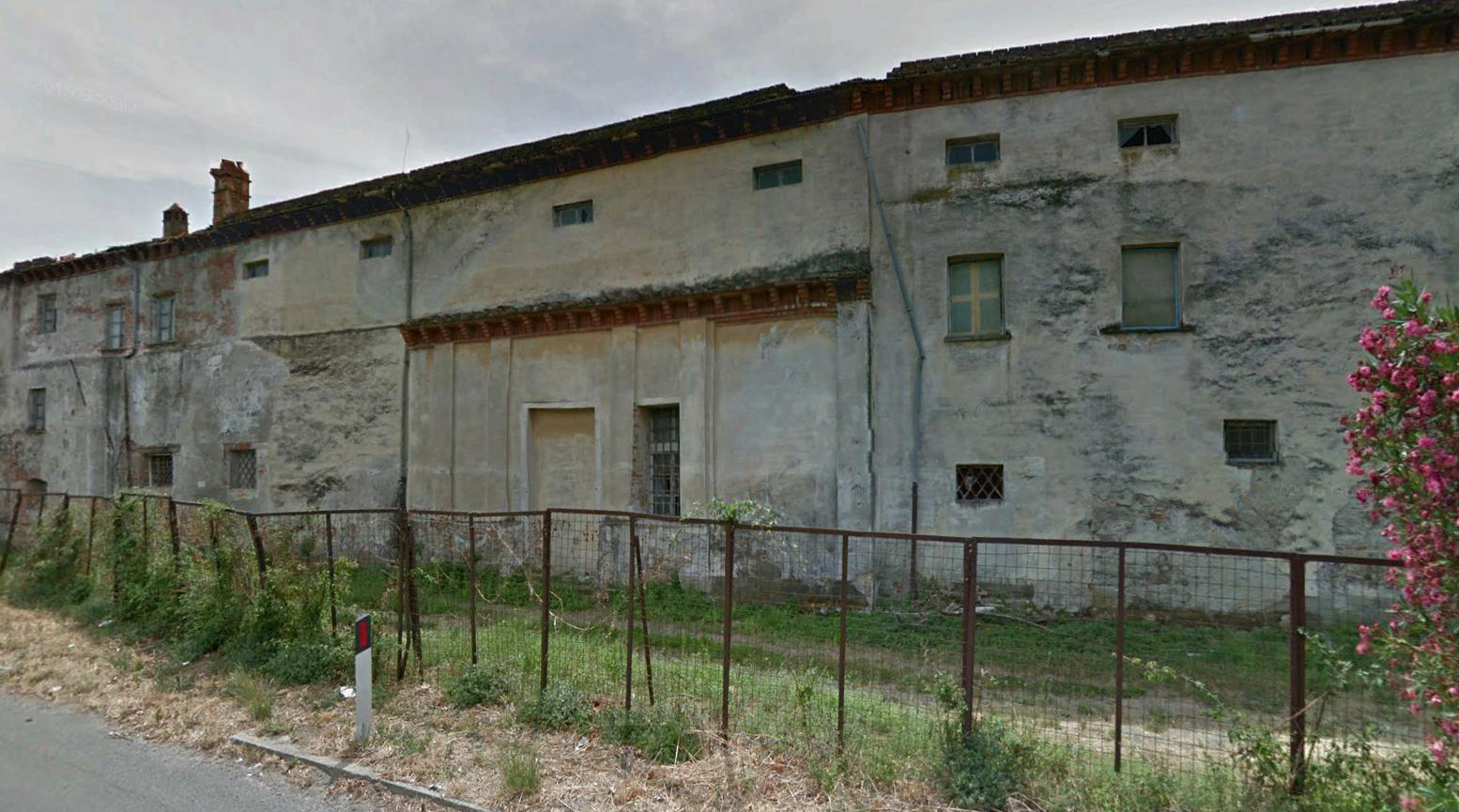
L'antico ospitale

## Società

### Evoluzione demografica
San Lazzaro, prevalentemente di natura agricola, ha vissuto nel corso del XIX e XX secolo un lento ma costante incremento demografico, passando dai circa 900 abitanti nel 1813 ai circa 1500 degli anni Sessanta.
L'abitato si è sin da subito sviluppato principalmente lungo la via Aurelia e alcune strade secondarie come via Nerchia e via Alta, ma lo sviluppo fu ed è tuttora irregolare. La frazione è infatti per sua natura un piccolo paese sparso, frutto di una discontinua agglomerazione di diversi insediamenti più piccoli. Un esempio della crescita incontrollata si può riscontrare soprattutto nell'area intorno alle vie Ghiarettolo e Fontananera, la quale possiede una densità abitativa decisamente superiore rispetto ad altre aree della frazione.
La popolazione di San Lazzaro oggi si aggira intorno ai 2 254 abitanti.
Considerando poi le aree contigue a San Lazzaro, e cioè corrispondenti alle abitazioni lungo l'Aurelia nelle località di Caniparola e Colombiera-Molicciara, la popolazione sanlazzarese raggiunge abbondantemente i 3 000 abitanti.

### Religione
San Lazzaro è sede della parrocchia omonima della diocesi della Spezia-Sarzana-Brugnato, sita nel Vicariato di Sarzana e istituita nel 1842, con territorio smembrato dalla parrocchia di Santa Maria.
Il territorio della parrocchia di San Lazzaro comprendeva in origine anche l'area e la chiesa di Marinella, divenuta parrocchia autonoma negli anni Trenta del Novecento.
Il territorio odierno della parrocchia corrisponde ai confini della frazione omonima, ma comprende anche alcune zone lungo la via Aurelia e vicine alla chiesa parrocchiale, che amministrativamente appartengono invece al comune di Castelnuovo Magra.
La festa del patrono si festeggia il 22 ottobre, data che ricorda la consacrazione della chiesa parrocchiale nel 1880.

## Cultura

### Istruzione
San Lazzaro è sede di un distaccamento dell'istituto scolastico di Sarzana (ISA 13), consistente di scuola dell'infanzia e di scuola primaria (sezione unica).

### Eventi
- Festa patronale del 22 ottobre, con la tradizionale pesca di beneficenza, la piccola fiera nella piazza principale e alcuni eventi correlati organizzati principalmente dalla parrocchia e dal centro sociale della frazione.
- Festa della Trebbiatura e festa della Scartozzera. Sono due importanti appuntamenti estivi locali. Le due feste, organizzate dal gruppo trebbiatori della Val di Magra e dal centro sociale di San Lazzaro tra i mesi di luglio e di agosto, ricordano la tradizione agricola della frazione, con esposizione di trattori e mezzi agricoli d'epoca.

## Infrastrutture e trasporti

### Strade
La frazione è caratterizzata dal passaggio della via Aurelia, principale arteria locale, la quale proprio a San Lazzaro segna il confine amministrativo tra i comuni di Sarzana, Fosdinovo e Castelnuovo Magra.
Nell'estremità sud della frazione è presente invece il viale XXV Aprile, strada provinciale n°21 che collega il centro di Sarzana con la frazione costiera di Marinella.
Fanno parte della frazione di San Lazzaro le seguenti strade del comune di Sarzana: via Alta, via Alta Nuova, via Aurelia (lato Pisa), via Chiassina, via Fontananera, via Ghiarettolo, via Nerchia, via Ponte Isolone, via Tavolara, viale XXV Aprile.

### Ferrovie
San Lazzaro è interamente attraversata dal passaggio della ferrovia (linea Pisa-La Spezia-Genova), la quale taglia letteralmente in due la frazione.
Sino agli anni Ottanta San Lazzaro possedeva una propria fermata ferroviaria, utilizzata prevalentemente da lavoratori pendolari. Oggi la fermata è soppressa.

### Porti e Aeroporto
Al centro della frazione si trova l'Aeroporto di Sarzana-Luni, utilizzato congiuntamente dalla Marina Militare, dalla Guardia Costiera e dall'Aeroclub Sarzana Lunense "Pietro Lombardi".
In prossimità del Fiume Magra, sul confine con il comune di Ameglia, sono presenti invece il cantiere navale Intermarine e l'approdo fluviale di Marina 3B.

## Sport
Nella frazione, precisamente in via Ghiarettolo, è presente il campo sportivo comunale dedicato a Carlo Cristoni, giovane partigiano. Il campo è sede della squadra di calcio della frazione militante in prima categoria, chiamata San Lazzaro Lunense.
Un altro piccolo campo sportivo, di pertinenza parrocchiale, si trova in prossimità della chiesa, a poca distanza anche dal centro sociale.